# Braunschweigischer Landeswahlverband
Der Braunschweigische Landeswahlverband war ein Wahlbündnis aus bürgerlichen und konservativen Parteien, das bei den Landtagswahlen 1918, 1920 und 1922 sowie bei der Wahl zur Deutschen Nationalversammlung 1919 im Freistaat Braunschweig antrat.
Der Braunschweigische Landeswahlverband (LWV) wurde 1918 als Listenverbindung gegründet. Er war eine Sammlung aus bürgerlichen, konservativen und nationalen Vereinigungen und Parteien.
Bei der Wahl zur Braunschweigischen Landesversammlung am 22. Dezember 1918 erreichte der LWV, bestehend aus DVP, DNVP und der welfisch orientierten Braunschweigisch-Niedersächsischen Partei (BNP), 26,19 % der Stimmen und 16 Sitze im Parlament. Etwa anderthalb Jahre später, bei der Wahl zur Braunschweigischen Landesversammlung am 16. Mai 1920, trat er in gleicher Zusammensetzung an. Dieses Mal konnte er sein Wahlergebnis verbessern und erzielte einen Stimmenanteil von 37,32 % und damit 23 Sitze im Parlament. Bei der Wahl zum Braunschweigischen Landtag am 22. Januar 1922 erreichte er, nunmehr bestehend aus DVP, DNVP, BNP und den Völkischen, 37,97 % der Stimmen und wiederum 23 Sitze im Parlament.
Bei der Wahl zur Deutschen Nationalversammlung am 19. Januar 1919 erreichte der LWV, bestehend aus DVP, DNVP, Wirtschaftlicher Einheitsliste und BNP, 0,2 % der Stimmen und einen Sitz im Parlament. Dieser wurde durch den BNP-Politiker August Hampe besetzt.
In allen Landtagswahlperioden hatte der LWV den Status einer Fraktion. Im Verlauf der 3. Wahlperiode (1922–1924) spaltete er sich am 23. Mai 1922 in die Fraktionen DVP und Wirtschaftsverband (DVP/WV) und Bürgerliche Vereinigung (BV) auf.